# 社會服務獎章
社會服務獎章（葡萄牙語：Medalha de Serviços Comunitários）是澳門勳章、獎章和獎狀制度中的傑出服務獎章的其中一種，2007年起設立，授予在開展有益社會和共同福祉的工作時有積極貢獻、具無私奉獻精神者。

## 授勳名單
2007年
- 伍瑞安
- 吳秀琼
- 梁顯達

2008年
- 梁慶球
- 潘志明
- 薛國超

2009年
- 李鳳英
- 張文寬

2010年
- 陳健英
- 岑玉霞
- 陳國銓
- 劉玫瑰

2011年
- 阮毓明
- 易家玉
- 張伯堯

2012年
- 劉潤輝
- 彭小燕
- 劉雪雯

2013年
- 安瑪莉
- 盧勤心
- 梁伯進
- 沈榮根

2014年
- 林雪萍
- 陳新濤
- 鮑瑞英

2015年
- 陳淑鈿
- 蘇玉蓮
- 黃敏儀
- 吳聯盟
- 鄭楓林（鄭林）
- 庄麗華

2016年
- 楊道銚（楊銚）
- 曾夢兒
- 李寳來
- 黃敏兒

2017年
- 澳門戒毒康復協會
- 澳門基督教青年會
- 聖公會澳門社會服務處
- 蔡傳興

2018年
- 林衛華
- 陳銳洸
- 馬祖妮（Marjory Rangel de Faria Vendramini）
- 澳門利民會

2019年
- 澳門志願者總會
- 澳門聾人協會

2020年
- 羅奕龍
- 林松
- 梁亦好

2021年
- 澳門緬華互助會
- 張麗珍

2022年
- 澳門建築機械工程商會

2023年
- 菩提长者综合服务中心
- 梁玉娴
- 叶志灵

2024年
- 許彩嫻